# ماري ليكي
مارى ليكى (بالأنجليزية: Mary Leakey) زوجة لويس ليكي (ولدت في السادس من فبراير من عام 1913 - توفيت في التاسع من سبتمبر عام 1996) هي عالمة بقايا الاحياء القديمة (باليونتولوجيا)؛ وعالمة آثار وانثروبولوجيا بريطانية، ركزت في ابحاثها على ما قبل التاريخ في أفريقيا الشرقية. وهي التي اكتشف أول جمجمة متحجرة لجنس البروكونسول أو البرقنص (بالأنجليزية: Proconsul)، وهو جنس من أجناس القردة المنقرضة التي يعتقد حالياً أنها من أسلاف البشر. كما اكتشفت أيضاً بقايا هامة للبشري الواقف (هومو ايريكتوس) وكذلك القرود شبه البشرية الجنوبية (اوسترالوبيتيكوس). (ومنهم جمجمة زنج أو زينجانثروباس المتينة أو الزنجي الشرق إفريقي (بالأنجليزية: Zinjanthropus) الذي اكتشفته مع زوجها لويس ليكي عام 1959 في ممر أولديوفاى الضيق في تنزانيا والذي قدر تاريخ تواجده قبل 1.8 مليون سنة).
و قد قضت جزء كبير من حياتها المهنية في العمل في ممر أولديوفاى الضيق مع زوجها، لويس ليكي، في كشف الأدوات والأحفوريات الخاصة بأسر الإنسانيات الغابرة (بالأنجليزية: hominines). وقد قامت أيضاً بتطوير نظام لتصنيف الأدوات الحجرية التي عُثر عليها في أولديوفاى. واكتشفت أيضاً طبعة الأقدام في موقع لايتولي (بالأنجليزية: Laetoli footprints). في عام 1960، أصبحت مديراً للتنقيب في موقع أولديوفاى ومن ثم تولت إدارته، وبدأت في بناء طاقمها الخاص من العاملين. بعد وفاة زوجها، واصلت العمل في موقع أولديوفاى وأصبحت من رواد علم الإنسان البدائي، وساعدت على إنشاء «تقليد ليكي» عن طريق تدريب ابنها، ريتشارد، في هذا المجال.
وعرفت على مدار حياتها بأنها شخصية إنسانية، حيث عملت على تغيير الحياة الصعبة التي تعيشها دول القارة السمراء.

## السيرة

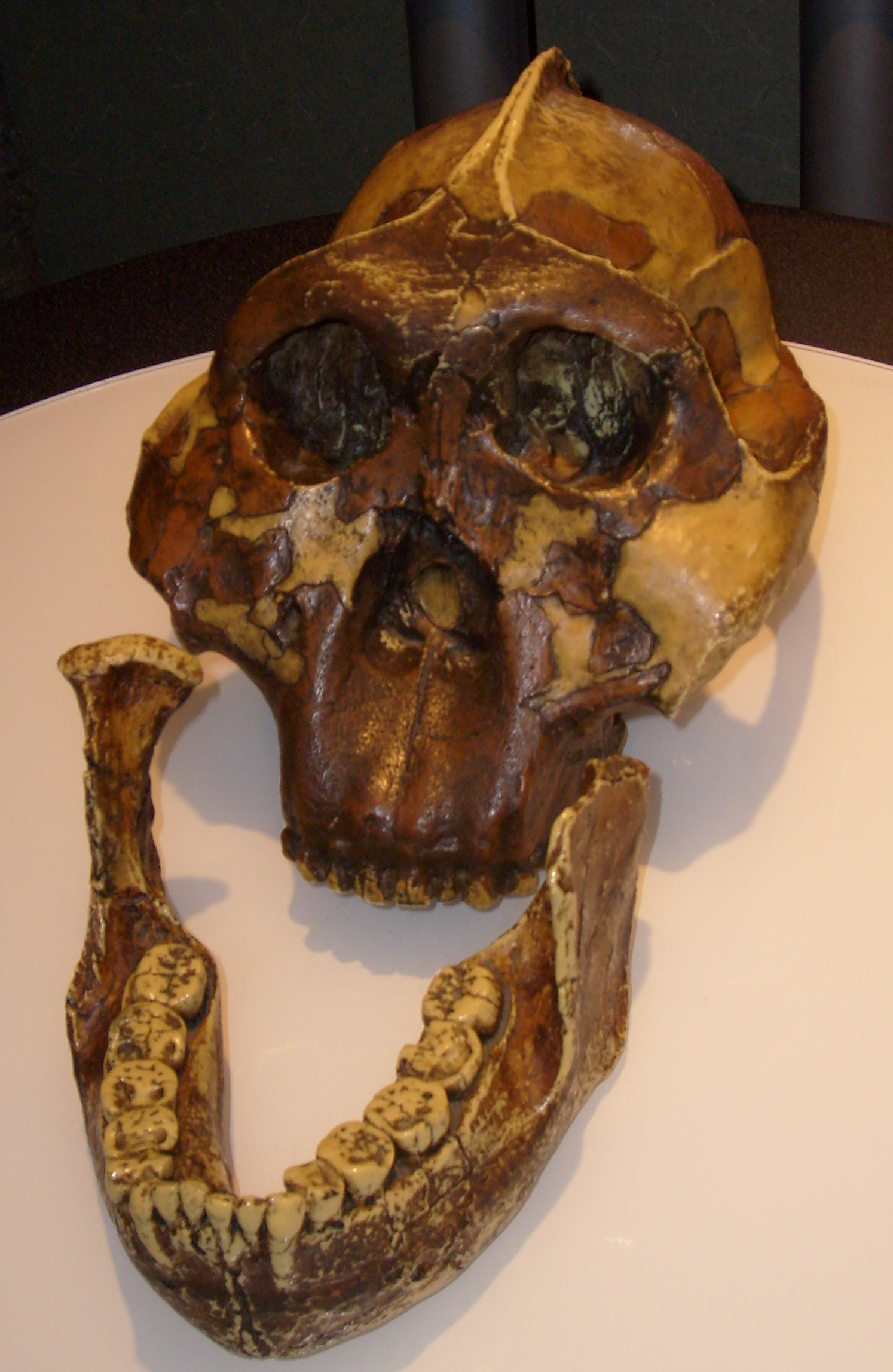
نسخة طبق الاصل من جمجمة أسترالوبيثكس بويزى التي اكتشفتها ماري ليكي في 1959

### الطفولة
ماري ليكي اسمها الأصلى ماري دوغلاس نيكول، ولدت في 6 فبراير 1913، في لندن، إنجلترا. أبوها هو إرسكين إدوارد نيكول وأمها هي سيسيليا ماريون (الفرير) نيكول. بما أن إرسكين عمل كرسام متخصص في المناظر الطبيعية المرسومة بالألوان المائية، فإن أسرة نيكول كانت تتنقل من مكان إلى آخر، وتزور مواقع عديدة في الولايات المتحدة الأمريكية، وإيطاليا، ومصر، حيث كان يرسم إرسكين مشاهد ليتم بيعها في إنجلترا. ونما لدى إرسكين نيكول حماس لهواية علم المصريات خلال أسفاره. ماري ليكي هي أيضاً إحدى أحفاد الأثري، جون فرير، وابنة عم لعالم الآثار، شيبارد فرير، من جانب عائلة أمها. وكانت عائلة فرير نشيطة في حركة إلغاء العبودية في الإمبراطورية الاستعمارية البريطانية خلال القرن التاسع عشر، وأنشأوا العديد من المجتمعات للعبيد المحررين. وظلت ثلاثة من تلك المجتمعات قائمة كما ذَكرتها السيرة الذاتية للسيدة ليكي عام 1984: فريرتاون في كينيا، وفريرتاون في جنوب أفريقيا، وفريرتاون في الهند. وهي أيضاً أحد أقارب البارونيت هنري بارتل فرير.
أما عائلة نيكول فقضوا الكثير من وقتهم في جنوب فرنسا. فأصبحت ماري تتحدث الفرنسية بطلاقة.و تشبعت أكثر بروح المغامرة لدى والدها، حيث كانت تذهب للمشي الطويل والاستكشافات معه، وتقضى وقتها في محادثات طويلة معه. وكانت لا تحب مربيتها، وأقل تعاطفاً مع والدتها.
في عام 1925، عندما كانت ماري في سن الثانية عشر، استقرت عائلة نيكول في ليز إيزيس في وقت كان إيلي بيرونى ينقب في أحد الكهوف هناك. لم يدرك بيرونى أهمية الكثير مما وجده، كما كان لا ينقب بطريقة علمية خلال تلك المرحلة المبكرة في تاريخ علم الآثار. وكانت ماري قد حصلت على إذن بتفقد مكان تفريغ حفرياته. وكان هذا المكان هو ما أشعل اهتمامها بعصور ما قبل التاريخ. فبدأت في تكوين مجموعة من الرؤوس المدببة والكاشطات والأنصال التي وجدتها في مكان التفريغ وقامت بانشاء أول نظام في حياتها للتصنيف.
وفى فصل الشتاء من ذلك العام، انتقلت الأسرة إلى كابريرتس، وهي قرية في لوت، فرنسا. وهناك التقت القس ليموزى، كاهن القرية، الذي أصبح صديقاً ومرشداً لها لبعض الوقت. وقام الاثنين بالتجول في كهف بيش ميرل لرؤية رسومات ما قبل التاريخ لبقر البيسون والخيول المرسومة على جدران الكهف.

### التعليم
في ربيع عام 1926، في عام ماري الثالث عشر، توفي والدها بالسرطان. وقام القس ليموزى بقراءة النعى. وجاء شقيق أرسكين، بيرسي، لنقلهم مرة أخرى إلى لندن. وقامت سيسيليا ببيع لوحات إرسكين وانتقلت للسكن في لوكاندة في كنسينغتون، لندن. وقامت بوضع ماري في دير كاثوليكي محلي لتلقي التعليم، على غرار حياتها الخاصة. في وقت لاحق، كانت ماري تتباهى بأنها لم تنجح أبداً في اجتياز أي الامتحان هناك. لم تتمكن ماري من التفوق حتى في اللغة الفرنسية، وإن كانت تتحدث بها بطلاقة، وذلك لأن معلمتها كانت تمتعض من لهجتها المحلية. وتم طردها لرفضها تلاوة الشعر، ثم طردت من مدرسة الدير الثاني للتسبب في انفجار في مختبر الكيمياء.
بعد حادثة الطرد الثانية استأجرت الأم لها اثنان من المعلمين، الذان لم يكونا أكثر نجاحاً من الراهبات، وقامت الأم وابنتها بزيارة ستونهنج. وكانت اهتمامات ماري تنصب فقط على الرسم وعلم الآثار. وكان قبول ماري الرسمي في الجامعة مستحيل مع سجلها الأكاديمي. واتصلت والدتها بأستاذ في جامعة أوكسفورد حول امكنية قبولها. بعد أن أبلغت ماري بأنه لم يكن حتى يستحق أن تضيع وقتها في المحاولة، لم تتلقَ ماري أي اتصال آخر بأى جامعة حتى حصلت على درجة الدكتوراه الفخرية في عام 1951. فانتقلت الأسرة الصغيرة إلى كنسينغتون في لندن حيث يمكنها حضور محاضرات غير مسجلة في علم الآثار ومواضيع ذات صلة به في كلية لندن الجامعية ومتحف لندن، حيث درست تحت إشراف ويلر مورتيمر.
تقدمت بطلب لحضور عدد من الحفريات التي كانت ستعقد في فصل الصيف. وكان ويلر أول من قبل طلبها لحضور الحفر في سانت ألبانز في الموقع الروماني فيرولامينيوم. وكانت حفرية ماري الثانية في هيمبيرى، وهو موقع للعصر الحجري الحديث، تحت إشراف دوروثي ليدل، التي دربتها لمدة أربع سنوات. وجذبت رسومات ماري التوضيحية لدوروثي للأدوات التي وجدتها انتباه جيرترود كاتون تومبسون، في أواخر عام 1932، دخلت ماري المجال كرسام لكتاب كتون-طومسون، صحراء الفيوم.

### الأم الحاكمة
من خلال جيرترود، التقى لويس ليكي مارى، الذي كان في حاجة إلى مصور لكتابه، أسلاف آدم. وحينماكانت تصنع العمل أصبحا مرتبطان عاطفياً. وتقاسما مصالح وقيم مشتركة: حب للحرية وكراهية للقواعد وإطار عقلى في المساواة يمتد حتى للحيوانات، ورغبة في المغامرة، وشغف لعلم الآثار. كان لويس لا يزال متزوجاً عندما بدأ يعيش مع ماري، والذي تسبب في فضيحة دمرت حياته المهنية في جامعة كامبريدج. وتزوجا عندما طلقت فريدا زوجة لويس منه في عام 1936.
من ذلك الحين وحتى 1962 واجه لويس وماري اختبارات الظروف معاً. في وقت مبكر من العلاقة بينهما رعاها خلال إصابتها بالالتهاب الرئوي المزدوج. أنجبت ماري جوناثان الذي ولد في عام 1940، وريتشارد الذي ولد في عام 1944، وفيليب الذي ولد في عام 1949. تلقى الكثير من الأولاد رعايتهم في مرحلة الطفولة المبكرة في مواقع أنثروبولوجية مختلفة. وكلما كان ذلك ممكناً، كانت أسرة ليكي تقوم بالتنقيب والاستكشاف في الموقع كأسرة واحدة. ونما الأولاد بنفس الحب للحرية لدى والديهما. وكانت ماري لا تسمح حتى للضيوف بهش حيوانات الهيراكس الأليفة بعيداً، التي تتسلل للأكل والشرب من مائدة العشاء. وكانت تدخن كثيراً، فبدأت بالسجائر أولاً ثم السيجار، وكانت ترتدي ثياب كما لو كانت في مهمة حفر.
لم يكن لويس دائماً وفياً لماري، كما لم يكن لفريدا. وفي عام 1960 اتفق المشاركون على أن تصبح ماري مدير الحفريات في أولديوفاى. ومنذ ذلك الحين قد عملت على الأكثر أو الأقل بشكل مستقل، وتولت إدارة أعمال الحفر. وبعد أن أصبح لويس يعرف بأنه ملاعب للنساء كان الجانب الحميم من الزواج قد انتهى فعلياً. على سبيل المثال، أصبح لويس مرتبطاً لفترة وجيزة بديان فوسي. وفي الوقت نفسه، تألفت حياة ماري أساساً من أطفالها، وكلابها، وعلم الآثار الخاص بها. وتوفي لويس في 1 أكتوبر من عام 1972 بنوبة قلبية. وواصلت ماري عمل الأسرة الأثري.
واصلت ماري حياتها بعد لويس، لتصبح شخصية قوية ومحترمة. بحلول ذلك الوقت كان ريتشارد قد قرر أن يصبح عالم في علم الإنسان البدائي. وقد ساعدته ماري في مسيرته بشكل كبير. أما الابنان أخران فقد اختارا أن يتبعا اهتمامات أخرى.

### الوفاة
توفيت ماري في 9 ديسمبر 1996 عن سن 83 عاماً، كعالمة في أنثروبولوجيا الحفريات شهيرة، والتي لم تجر أبحاث هامة خاصة بها فقط، ولكن أيضاً أبحاث لا تقدر بثمن في السيرة البحثية لزوجها لويس ليكي وأبناءها ريتشارد وفيليب وجوناثان.

## التنقيب

ممر أولديوفاى الضيق

قضت ليكي فترة تدريبها على علم الآثار تحت إشراف دوروثي ليدل في هيمبيرى، ديفون، إنجلترا، من عام 1930 إلى عام 1934، والتي رسمت لها أيضاً رسوماً ايضاحية. في عام 1934، كانت جزءاً من فريق حفر في سوانسكومب حيث اكتشفت أكبر سن فيل عرفت حتى ذلك الوقت في بريطانيا، ولكنها كانت في حاجة إلى مساعدة لتعيين نوعها.
أسفرت السنوات من 1935 حتى 1959، التي قضتها ماري في ممر أولديوفاى الضيق في سهول سيرينجيتي تنزانيا الشمالية، عن اكتشاف العديد من الأدوات الحجرية بداية من أدوات التقطيع الحجرية البدائية إلى البلطات اليدوية متعددة الأغراض. وجاءت هذه الاكتشافات من حضارات في العصر الحجري تعود لتاريخ يقدر من 100,000 إلى مليوني سنة مضت.
وفي أكتوبر من عام 1948، عثرت ماري وأسرتها على جمجمة مخلوق كان يعيش منذ نحو 20 مليون سنة في جزيرة روسينجا بكينيا وأطلقت عليه اسم «الحاكم الطاغية الإفريقي» أو "بروكونسول أفريكانوس"(بالأنجليزية: Proconsul Africanus).
وفي عام 1959 عثرت في ممر أولديوفاى الضيق على جمجمة لكائن يشبه الإنسان. وقد عاش هذا الكائن المسمى «الزنجي الشرق إفريقي» (بالأنجليزية: Zinjanthropus) منذ نحو مليون و750 ألف سنة. وكان هذا الاكتشاف واحداً من أوائل الدلائل على وجود مخلوقات تشبه الإنسان في شرق إفريقيا قديماً.
بعد أن مات زوج ماري، واصلت ماري عملها في أولديوفاى وليتولي. وكان هنا، في موقع ليتولي، حيث اكتشفت حفريات قبيلة أشباه البشر (بالأنجليزية: Hominin) التي تعود إلى أكثر من 3.75 مليون سنة مضت. واكتشفت أيضاً 15 نوعاً جديداً من الحيوانات الأخرى وجنس واحد جديد.
من سنة 1976 حتى سنة 1981 عملت ليكي والموظفين التابعين لها في الكشف عن درب طبعة أقدام اسلاف الإنسان في ليتولي (بالأنجليزية: Laetoli Hominid footprints)، التي تركت في الرماد البركاني قبل نحو 3.6 مليون سنة مضت. السنوات التي تلت هذا الاكتشاف فد شُغرت بالأبحاث في أولديوفاى وليتولي، وأعمال المتابعة للاكتشافات وإعداد المنشورات العلمية.

## الكتب
- الحفريات في كهف نهر نجورو، 1950، مع لويس
- ممر أولديوفاى الضيق: حفريات في القاع الأول والثاني، من سنة 1960 إلى 1963، 1971.
- ممر أولديوفاى الضيق: أبحاثى عن الرجل المبكر، 1979
- فن أفريقيا المتلاشي: لوحات تنزانيا الصخرية، 1983